# Amerila fennia
Amerila fennia là một loài bướm đêm thuộc phân họ Arctiinae, họ Erebidae.